# On the Run II Tour
On the Run II Tour foi a segunda turnê conjunta da cantora estadunidense Beyoncé e do rapper compatriota Jay-Z. Anunciada oficialmente em 12 de março de 2018 após uma série de rumores envolvendo uma possível nova excursão entre os artistas, a turnê começou em 6 de junho de 2018 no Principality Stadium em Cardiff, País de Gales, e conclui-se em 4 de outubro seguinte no CenturyLink Field em Seattle, Estados Unidos, totalizando 48 concertos em estádios na Europa e na América do Norte. A turnê é promovida pela Live Nation Global Touring, em associação com as gravadoras Parkwood Entertainment e Roc Nation, de Beyoncé e Jay-Z, respectivamente.

## Antecedentes e anúncio
Anteriormente, em 2014, Beyoncé e Jay-Z haviam feito a turnê On the Run Tour, que teve início em 25 de junho no Sun Life Stadium em Miami, Estados Unidos, e terminou em 13 de setembro no Stade de France em Paris, França, totalizando 21 apresentações em estádios — 19 na América do Norte e duas na França, as quais foram descritas como "exclusivas" e posteriormente resultaram na gravação do especial televisivo homônimo transmitido na HBO. A turnê foi bem sucedida comercialmente, arrecadando US$ 109.7 milhões com um público total de 979,781 pagantes e todos os concertos esgotados, encerrando como a quinta maior de 2014; foi também bem recebida criticamente, com jornalistas elogiando o repertório escolhido, a produção do show e as habilidades artísticas de Beyoncé e Jay-Z, tanto individualmente quanto em conjunto. Nos anos seguintes, cada um entrou em turnê separadamente: Beyoncé fez a The Formation World Tour em 2016, que contou com 49 apresentações esgotadas em estádios na América do Norte e terminou como a mais bem sucedida de um artista solo e a segunda no geral em 2016, com US$ 256 milhões arrecadados e mais de 2 milhões de ingressos vendidos. Jay-Z entrou na 4:44 Tour em 2017, que teve 32 concertos em arenas na América do Norte e finalizou como a mais bem sucedida de sua carreira, arrecadando US$ 48.6 milhões e um total de 426,441 ingressos.
Rumores de uma possível nova turnê entre os artistas começaram a circular em janeiro de 2018, quando a radialista Laura Styles, em seu programa Ebro in the Morning da rádio Hot 97 FM de Nova Iorque, anunciou que Beyoncé e Jay-Z anunciariam uma turnê conjunta "muito em breve", dando como uma possível data o jogo de basquete NBA All-Star Weekend. Nas semanas seguintes, novos rumores começaram a ganhar mais força, com portais da Polônia, Itália e França anunciando que os intérpretes teriam datas reservadas para shows em estádios nesses países. No final de fevereiro, a Ticketmaster dos Estados Unidos e da Europa começaram a listar páginas com ingressos para Beyoncé e Jay-Z em conjunto, porém foram rapidamente removida; em sequência, a página oficial de Beyoncé no Facebook listou um concerto conjunto dela e de seu marido no Lincoln Financial Field na Filadélfia, também removido, o que intensificou os boatos. Em meio aos rumores, a revista Billboard apurou que uma turnê conjunta dos artistas ocorreria no verão de 2018, porém que o anúncio poderia ser adiado devido à participação de Beyoncé no Coachella Valley Music and Arts Festival em abril, uma vez que, no passado, a organizadora Goldenvoice pedia que os artistas principais do festival não anunciassem qualquer outro show antes do evento.
A turnê conjunta foi oficialmente anunciada em 12 de março de 2018, sob o título de On the Run II Tour — abreviada como OTR II Tour —, com o itinerário revelado constituindo-se de 36 datas em estádios, sendo 15 na Europa e 21 na América do Norte. A etapa europeia começará em 6 de junho de 2018 no Principality Stadium em Cardiff, País de Gales, e terminará em 17 de julho no Allianz Riviera em Nice, França, com a norte-americana começando em 25 de julho no FirstEnergy Stadium em Cleveland, Estados Unidos, e terminando em 2 de outubro no BC Place em Vancouver, Canadá. A turnê será promovida pela Live Nation Global Touring, em associação com a Parkwood Entertainment de Beyoncé e a Roc Nation de Jay-Z. A pré-venda para clientes do Citi na América do Norte e na Europa ocorreu entre 14 e 17 de março, e ocorrerá entre 19 e 22 de março para os membros no Reino Unido, Suécia e Polônia, com a venda geral desses três territórios começando em 23 de março. Membros do fã-clube BeyHive e usuários do Tidal têm oportunidades de pré-venda a partir de 14 de março, com a venda geral norte-americana e europeia começando no dia 19 de março. O pôster da turnê também foi revelado na mesma ocasião, apresentando Beyoncé e Jay-Z em uma moto adornada com chifres — uma referência ao filme de drama senegalês Touki Bouki (1973), considerado um dos melhores filmes africanos, em que os protagonistas Monty e Anta planejam deixar Dakar para viver uma vida glamorosa em Paris.

## Repertório
O repertório abaixo é constituído do primeiro show da turnê, realizado em 6 de junho de 2018 em Cardiff, não sendo representativo de todos os concertos.
1. "Holy Grail"
2. "Part II (On the Run)"
3. '03 Bonnie & Clyde"
4. "Drunk in Love"
5. "Clique"
6. "Diva" / "Dirt Off Your Shoulder"
7. "On to the Next One"
8. "FuckWithMeYouKnowIGotIt"
9. "Flawless
10. "Feeling Myself"
11. "Top Off"
12. "Naughty Girl"
13. "Big Pimpin'"
14. "Run This Town""
15. "Baby Boy"
16. "You Don't Love Me"
17. "Bam"
18. "Hold Up" / "Countdown"
19. "Sorry"  / "Me, Myself & I
20. "99 Problems"
21. Ring the Alarm"
22. "Don't Hurt Yourself"
23. "I Care"
24. "4:44"
25. "No Church in the Wild"
26. "Song Cry" / "Manyfacedgod"
27. Resentment
28. "Family Feud"
29. "Upgrade U"
30. "Niggas in Paris"
31. "Beach Is Better"
32. "Formation"
33. "Run the World (Girls)"
34. "Public Service Announcement"
35. "The Story of O.J."
36. "Déjà Vu"
37. "Show Me What You Got"
38. "Crazy in Love"
39. "Freedom"
40. "U Don't Know"
41. "Young Forever
42. "Perfect Duet

## Datas
| Data                   | Cidade          | País           | Local                         | Atos de abertura        | Público       | Receita           |
| ---------------------- | --------------- | -------------- | ----------------------------- | ----------------------- | ------------- | ----------------- |
| 6 de junho de 2018     | Cardiff         | País de Gales  | Principality Stadium          | N/A                     | N/A           | N/A               |
| 9 de junho de 2018     | Glasgow         | Escócia        | Hampden Park                  | N/A                     | N/A           | N/A               |
| 13 de junho de 2018    | Manchester      | Inglaterra     | Etihad Stadium                | N/A                     | N/A           | N/A               |
| 15 de junho de 2018    | Londres         | Inglaterra     | London Stadium                | N/A                     | N/A           | N/A               |
| 16 de junho de 2018    | Londres         | Inglaterra     | London Stadium                | N/A                     | N/A           | N/A               |
| 19 de junho de 2018    | Amsterdã        | Países Baixos  | Johan Cruyff Arena            | N/A                     | N/A           | N/A               |
| 20 de junho de 2018    | Amsterdã        | Países Baixos  | Johan Cruyff Arena            | N/A                     | N/A           | N/A               |
| 23 de junho de 2018    | Copenhague      | Dinamarca      | Telia Parken                  | N/A                     | N/A           | N/A               |
| 25 de junho de 2018    | Estocolmo       | Suécia         | Friends Arena                 | N/A                     | N/A           | N/A               |
| 28 de junho de 2018    | Berlim          | Alemanha       | Olympiastadion                | N/A                     | N/A           | N/A               |
| 30 de junho de 2018    | Varsóvia        | Polônia        | PGE Narodowy                  | N/A                     | N/A           | N/A               |
| 3 de julho de 2018     | Colônia         | Alemanha       | RheinEnergieStadion           | N/A                     | N/A           | N/A               |
| 6 de julho de 2018     | Milão           | Itália         | San Siro                      | N/A                     | N/A           | N/A               |
| 8 de julho de 2018     | Roma            | Itália         | Stadio Olimpico               | N/A                     | N/A           | N/A               |
| 11 de julho de 2018    | Barcelona       | Espanha        | Estadi Olímpic Lluís Companys | N/A                     | N/A           | N/A               |
| 14 de julho de 2018    | Paris           | França         | Stade de France               | N/A                     | N/A           | N/A               |
| 15 de julho de 2018    | Paris           | França         | Stade de France               | N/A                     | N/A           | N/A               |
| 17 de julho de 2018    | Nice            | França         | Allianz Riviera               | N/A                     | N/A           | N/A               |
| 25 de julho de 2018    | Cleveland       | Estados Unidos | FirstEnergy Stadium           | Chloe x Halle DJ Khaled | N/A           | N/A               |
| 27 de julho de 2018    | Landover        | Estados Unidos | FedExField                    | Chloe x Halle DJ Khaled | N/A           | N/A               |
| 28 de julho de 2018    | Landover        | Estados Unidos | FedExField                    | Chloe x Halle DJ Khaled | N/A           | N/A               |
| 30 de julho de 2018    | Filadélfia      | Estados Unidos | Lincoln Financial Field       | Chloe x Halle DJ Khaled | N/A           | N/A               |
| 2 de agosto de 2018    | East Rutherford | Estados Unidos | MetLife Stadium               | Chloe x Halle DJ Khaled | N/A           | N/A               |
| 3 de agosto de 2018    | East Rutherford | Estados Unidos | MetLife Stadium               | Chloe x Halle DJ Khaled | N/A           | N/A               |
| 5 de agosto de 2018    | Foxborough      | Estados Unidos | Gillette Stadium              | Chloe x Halle DJ Khaled | N/A           | N/A               |
| 8 de agosto de 2018    | Minneapolis     | Estados Unidos | U.S. Bank Stadium             | Chloe x Halle DJ Khaled | N/A           | N/A               |
| 10 de agosto de 2018   | Chicago         | Estados Unidos | Soldier Field                 | Chloe x Halle DJ Khaled | N/A           | N/A               |
| 11 de agosto de 2018   | Chicago         | Estados Unidos | Soldier Field                 | Chloe x Halle DJ Khaled | N/A           | N/A               |
| 13 de agosto de 2018   | Detroit         | Estados Unidos | Ford Field                    | Chloe x Halle DJ Khaled | N/A           | N/A               |
| 16 de agosto de 2018   | Columbus        | Estados Unidos | Ohio Stadium                  | Chloe x Halle DJ Khaled | N/A           | N/A               |
| 18 de agosto de 2018   | Orchard Park    | Estados Unidos | New Era Field                 | Chloe x Halle DJ Khaled | N/A           | N/A               |
| 21 de agosto de 2018   | Colúmbia        | Estados Unidos | Williams-Brice Stadium        | Chloe x Halle DJ Khaled | N/A           | N/A               |
| 23 de agosto de 2018   | Nashville       | Estados Unidos | Vanderbilt Stadium            | Chloe x Halle DJ Khaled | N/A           | N/A               |
| 25 de agosto de 2018   | Atlanta         | Estados Unidos | Mercedes-Benz Stadium         | Chloe x Halle DJ Khaled | N/A           | N/A               |
| 26 de agosto de 2018   | Atlanta         | Estados Unidos | Mercedes-Benz Stadium         | Chloe x Halle DJ Khaled | N/A           | N/A               |
| 29 de agosto de 2018   | Orlando         | Estados Unidos | Camping World Stadium         | Chloe x Halle DJ Khaled | N/A           | N/A               |
| 31 de agosto de 2018   | Miami           | Estados Unidos | Hard Rock Stadium             | Chloe x Halle DJ Khaled | N/A           | N/A               |
| 11 de setembro de 2018 | Arlington       | Estados Unidos | AT&T Stadium                  | Chloe x Halle DJ Khaled | N/A           | N/A               |
| 13 de setembro de 2018 | Nova Orleans    | Estados Unidos | Mercedes-Benz Superdome       | Chloe x Halle DJ Khaled | N/A           | N/A               |
| 15 de setembro de 2018 | Houston         | Estados Unidos | NRG Stadium                   | Chloe x Halle DJ Khaled | N/A           | N/A               |
| 16 de setembro de 2018 | Houston         | Estados Unidos | NRG Stadium                   | Chloe x Halle DJ Khaled | N/A           | N/A               |
| 19 de setembro de 2018 | Glendale        | Estados Unidos | University of Phoenix Stadium | Chloe x Halle DJ Khaled | N/A           | N/A               |
| 22 de setembro de 2018 | Pasadena        | Estados Unidos | Rose Bowl                     | Chloe x Halle DJ Khaled | N/A           | N/A               |
| 23 de setembro de 2018 | Pasadena        | Estados Unidos | Rose Bowl                     | Chloe x Halle DJ Khaled | N/A           | N/A               |
| 27 de setembro de 2018 | San Diego       | Estados Unidos | SDCCU Stadium                 | Chloe x Halle DJ Khaled | N/A           | N/A               |
| 29 de setembro de 2018 | Santa Clara     | Estados Unidos | Levi's Stadium                | Chloe x Halle DJ Khaled | N/A           | N/A               |
| 2 de outubro de 2018   | Vancouver       | Canadá         | BC Place                      | Chloe x Halle DJ Khaled | N/A           | N/A               |
| 4 de outubro de 2018   | Seattle         | Estados Unidos | CenturyLink Field             | Chloe x Halle DJ Khaled | N/A           | N/A               |
| Total                  | Total           | Total          | Total                         | Total                   | 2,177 milhões | US$ 253,5 milhões |